# Décines-Charpieu
Décines-Charpieu település Franciaországban, 
- Isère
- Rhône

 megyében. Lakosainak száma 29 905 fő (2022. január 1.). Décines-Charpieu Miribel, Vaulx-en-Velin, Chassieu és Meyzieu községekkel határos.

## Népesség
A település népességének változása:
| Lakosok száma | 26 826 | 27 362 | 28 249 | 28 602 | 28 604 | 28 930 | 28 913 | 29 731 | 29 905 |
|               | 2013   | 2015   | 2016   | 2017   | 2018   | 2019   | 2020   | 2021   | 2022   |